# درگیری‌های ۱۴۰۱ سمیرم
درگیری‌های ۱۴۰۱ سمیرم اعتراضات ضد حکومتی که در جریان خیزش ۱۴۰۱ ایران اتفاق افتاد. دراین درگیری‌ها تعدادی از معترضان و نیروهای سرکوب زخمی و کشته شدند.

## اعتراضات ۲۴ تا ۲۷ آبان

### ۲۴ آبان
در شامگاه ۲۴ آبان مردم سمیرم در جریان خیزش ۱۴۰۱ به خیابان آمدند و شعار سر دادند. دراین شب درگیری ای بین نیروی سرکوب و مردم رخ نداد. اما حوالی صبح نیروها به خانه برخی معترضان حمله کردند و آنها را بازداشت کردند.

### ۲۵ آبان
- در ۲۵ آبان تجمعات اعتراضی از همان صبح آغاز شد و با شلیک گلوله ساچمه‌ای و گاز اشک آور،  درگیری بین مردم و نیروها آغاز شد. دراین حین مردم ون یگان ویژه را آتش زدند.
- اعتراضات تا شب ادامه پیدا کرد و در این شب سه تن از معترضان توسط یگان ویژه کشته شدند. علی عباسی با شلیک گلوله به گردن، مسلم هوشنگی با شلیک به سر و مراد بهرامیان با شلیک به شکم.

### ۲۷ آبان
- در صبح ۲۷ آبان هرسه کشته‌ی سمیرم با حضور جمعیت زیادی از مردم به خاک سپرده شدند. و مردم بعداز خاکسپاری در شهر تجمع کردند و شعارهای ضد حکومتی سر دادند.
- در همین شب شهرداری، دفتر امام جمعه و حوزه علمیه‌ی سمیرم توسط افراد ناشناس به آتش کشیده شد.

## اعتراضات ۱۰ دی

### ۹ دی
- در اعتراض به پاره کردن بنر کشته‌های سمیرم تجمع اعتراضی مقابل فرمانداری این شهرستان صورت گرفت. که منجر به درگیری مردم با نیروی سرکوب گر شد.
- سپاه صاحب‌الزمان اصفهان اعلام کرد  محسن رضایی از اعضای بسیج با «شلیک گلوله» کشته شده‌است.[۱]

## کشته‌شدگان
مراد بهرامیان؛ مسلم هوشنگی؛ علی عباسی
کشته‌شدگان خیزش ۱۴۰۱ ایران

## پیامدها
- اصغر سلیمی، نمیاینده مردم سمیرم در مجلس در تذکری در صحن علنی مجلس خواستار تشکیل کمیته ای برای بررسی حادثه ۲۵ آبان در سمیرم شد.[۲]